# Bomhus
Bomhus är en stadsdel, som ligger omkring fem kilometer från innerstan i östra Gävle vid Inre och Yttre fjärdens södra stränder. I norra delen finns sedan 1899 Korsnäs AB:s fabriker (numera Billerud Korsnäs). I söder finns bland annat Gävleanstalten som invigdes 1986.
Bomhus fick sitt namn när fortifikationsdirektör Gabriel Cronstedt år 1742 lämnade ett förslag att stänga av farleden vid Fredriksskans fästning med bommar, för att förhindra ryssarnas befarade landstigningar i Gävlebukten. Mitt för Fredriksskans anlades en byggnad där bommen, bestående av stockar sammanfogade med kättingar, förvarades - ett bomhus. Platsen kom att kallas för Bomhusudden och sedermera kom hela trakten att kallas för Bomhus.
Korsnäs sågverk flyttade 1899 från Korsnäs invid Falun till kusten vid Gävle – platsen kom att kallas Kastet. Området vid Kastet växte på kort tid från äng och fäbodvall till ett helt bosamhälle på grund av sågverksflytten.
På orten fanns tidigare tre skolor, östra (Nyvalls), mellersta (Holmsunds skola) och den västra (Kristinelunds skola). Bomhus rektorsområde omfattar (2008) grundskolorna: Vikingaskolan, Lillhagsskolan, Kastets skola, Källmursskolan och Källöskolan som 2013 slogs ihop med Källmursskolan. De gamla lokalerna revs efter flytten.
Den del av Bomhus som heter Sikvik är alltjämt ett fiskeläge med aktiva yrkesfiskare. Sikvik var innan Korsnäs AB:s fabriker anlades ett av norrlandskustens fiskrikaste områden. Bomhus träkyrka firade 2007 100 år. Sedan 1993 finns även Björsjökyrkan. 
Den lokala idrottsklubben IK Huge har haft vissa framgångar genom åren. Bland annat har klubben varit svenska mästare i bandy 1939 och 1940, och spelat i hockeyallsvenskan 1949–1953. 
I Bomhus finns ett flertal fornlämningar, bland annat rösen från bronsåldern och det så kallade  Signalberget.